# Геноцид боснійців
Геноцид боснійців (босн. bosanski genocid) стосується або різанини в Сребрениці, або ширших злочинів проти людства та кампанії етнічної чистки в районах, контрольованих Армією Республіки Сербської (ВРС) під час Боснійської війни 1992—1995 років. Події в Сребрениці 1995 року включали вбивство понад 8 000 боснійських мусульман, чоловіків і хлопчиків, а також масове вигнання ще 25 000–30 000 боснійських мирних жителів підрозділами ВРС під командуванням генерала Ратко Младича.
Етнічні чистки, що відбулися на підконтрольних ВРС районах, були спрямовані на боснійців і боснійських хорватів. Кампанія етнічної чистки включала винищення, незаконне ув'язнення, масові зґвалтування, сексуальні напади, катування, пограбування та знищення приватної та громадської власности, а також нелюдське поводження з цивільним населенням; орієнтація на політичних лідерів, інтелектуалів та професіоналів; незаконна депортація та переміщення цивільних осіб; незаконні обстріли мирного населення; незаконне заволодіння та розкрадання нерухомого та особистого майна; руйнування будинків і підприємств; і знищення культових місць. Було визнано, що ці дії задовольняли вимогам щодо «винних дій» геноциду, і що «деякі фізичні злочинці мали намір фізично знищити захищені групи боснійських мусульман і хорватів».
У 1990-х роках декілька органів влади стверджували, що етнічні чистки, здійснені елементами армії боснійських сербів, були геноцидом. Вони включали резолюцію Генеральної Асамблеї Організації Об'єднаних Націй і три вироки за геноцид у німецьких судах (засудження були засновані на ширшому тлумаченні геноциду, ніж те, яке використовувалося міжнародними судами). У 2005 році Конгрес Сполучених Штатів прийняв резолюцію, в якій оголосив, що політика сербської агресії та етнічної чистки відповідає термінам, що визначають геноцид.
Міжнародний кримінальний трибунал з колишньої Югославії визнав різанину в Сребрениці актом геноциду, і цей висновок підтримав МС. 24 березня 2016 року колишній лідер боснійських сербів і перший президент Республіки Сербської Радован Караджич був визнаний винним у геноциді в Сребрениці, військових злочинах і злочинах проти людства і засуджений до 40 років ув'язнення. У 2019 році апеляційний суд збільшив покарання йому до довічного ув'язнення. 12 травня 2021 року було оголошено, що за згодою влади Сполученого Королівства він буде відбувати решту терміну покарання у британській в'язниці.

## Організація Об'єднаних Націй
18 грудня 1992 року резолюція Генеральної Асамблеї ООН 47/121 у своїй преамбулі визнала етнічну чистку формою геноциду, в якій сказано:
Серйозно стурбований погіршенням ситуації в Республіці Боснія і Герцеговина внаслідок посилення агресивних дій з боку сербських і чорногорських сил з метою завоювання більшої кількості територій за допомогою сили, що характеризується постійними грубими та систематичними порушеннями прав людини, зростаючий біженець населення в результаті масового вигнання беззахисних мирних жителів з їхніх домівок і існування на контрольованих Сербією та Чорногорією районах концентраційних таборів і центрів ув'язнення, проводячи огидну політику «етнічної чистки», яка є формою геноциду...
12 липня 2007 року у своєму рішенні у справі Jorgić v. Німеччини, Європейський суд з прав людини зазначив, що:
МТБЮ у своїх рішеннях у справах «Прокурор проти Крстича» та «Прокурор проти Купрешкіча» висловив явну незгоду з широким тлумаченням «наміру знищити», прийняте Генеральною Асамблеєю ООН та німецькі суди. Посилаючись на принцип nullum crimen sine lege, МТБЮ вважав, що геноцид, згідно з визначенням міжнародного публічного права, включає лише дії, спрямовані на фізичне або біологічне знищення захищеної групи.

## Міжнародний кримінальний трибунал по колишній Югославії

### Виявлення геноциду в Сребрениці

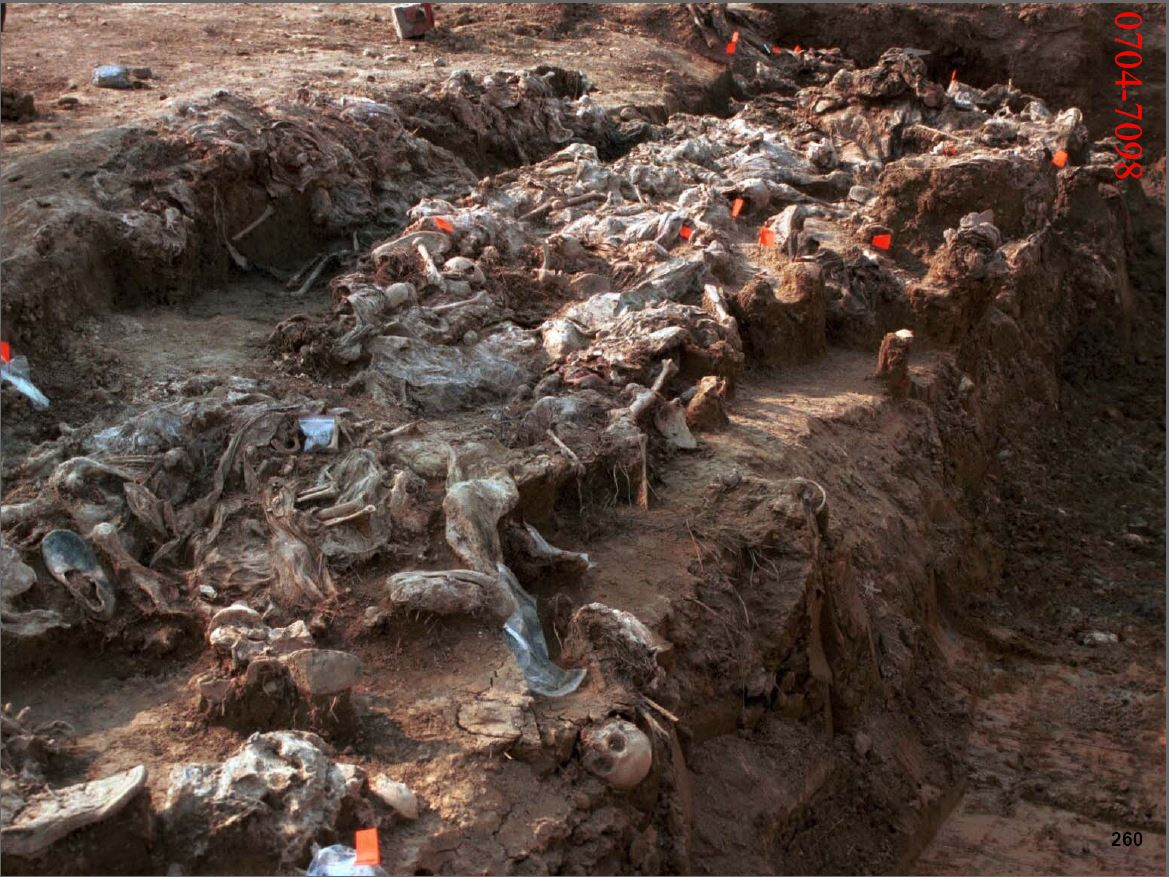
Ексгумація жертв різанини в Сребрениці

У 2001 році Міжнародний кримінальний трибунал у колишній Югославії (МТБЮ) визнав, що різанина в Сребрениці 1995 року була геноцидом. У одностайній ухвалі прокурор v. Крстич, Апеляційна палата Міжнародного кримінального трибуналу з колишньої Югославії (МТБЮ), розташованого в Гаазі, підтвердила, що різанина в Сребрениці була геноцидом, головуючий суддя Теодор Мерон заявив:
Прагнучи знищити частину боснійських мусульман, війська боснійських сербів вчинили геноцид. Вони винищили сорок тисяч боснійських мусульман, які проживали в Сребрениці, групі, яка була символом боснійських мусульман загалом. Вони позбавили всіх ув'язнених чоловіків-мусульман, військових і цивільних, літніх і молодих, їхніх особистих речей і посвідчень, а також навмисно і методично вбили їх виключно на основі їхньої особистості.
У вересні 2006 року колишній лідер боснійських сербів Момчило Краішнік був визнаний винним у багатьох випадках злочинів проти людства, але, хоча судді МТБЮ виявили наявність доказів того, що злочини, скоєні в Боснії, становили злочинний акт геноциду (actus reus), вони не зробили цього. встановити, що обвинувачений мав намір геноциду або був учасником злочинного підприємства, яке мав такий умисел (mens rea).
У 2007 році суд визнав недостатніми докази, щоб зробити висновок про нібито наміри геноциду.
Суд, однак, не переконаний на підставі поданих йому доказів у тому, що було остаточно встановлено, що масові вбивства членів групи, що захищається, були скоєні з конкретним наміром (dolus specialis) з боку злочинців знищити, повністю або частково, група як така. Описані вище вбивства можуть бути прирівняні до військових злочинів та злочинів проти людяності, але Суд не має юрисдикції визначати, чи це так.

### Виявлення геноциду в Жепі
У справі Толіміра у вироку першого ступеня Міжнародний кримінальний трибунал дійшов висновку, що геноцид був скоєний в анклаві Жепа за межами Сребрениці. Однак це вирок було скасовано Апеляційною палатою, яка звузила злочин геноциду лише до Сребрениці.
16 червня 2004 року у справі Прокурор проти Слободан Милошевич: Рішення щодо клопотання про виправдання вироку Судова палата МТБЮ відмовилася виправдати колишнього президента Сербії Слободана Милошевича на тих же підставах і постановила:
246. На основі висновку, який можна зробити з цих доказів, Судова камера могла дійти висновку, поза всяким розумним сумнівом, що існувало спільне злочинне підприємство, до якого входили члени керівництва боснійських сербів, метою та наміром якого було знищити частину боснійського мусульманського населення, і цей геноцид фактично був скоєний у Брчко, Прієдорі, Санскі-Мості, Сребрениці, Бієлін, Ключе і Босанські-Нові. Про наміри керівництва боснійських сербів зробити геноцид можна судити на підставі всіх доказів, включаючи докази, викладені у параграфах 238–245. Масштаби та характер нападів, їх інтенсивність, значна кількість мусульман, убитих у семи муніципалітетах, утримання під вартою мусульман, жорстоке поводження з ними у центрах утримання під вартою та в інших місцях, а також напади на осіб, необхідних для виживання мусульман як група – все фактори, що вказують на геноцид.
Однак 26 лютого 2007 року у справі про геноцид боснійців Міжнародний суд ООН (МСС) встановив, що немає доказів, які б пов’язували Сербію під правлінням Милошевича з геноцидом, скоєним боснійськими сербами під час Боснійської війни. Однак суд вирішив, що Мілошевич та інші в Сербії зробили недостатньо, щоб запобігти актам геноциду в Сребрениці.
22 листопада 2017 року Міжнародний суд у Гаазі визнав генерала Ратка Младича винним за одним пунктом звинувачення у геноциді, п'яти пунктах звинувачення у злочинах проти людства та чотирьох пунктах звинувачення у порушеннях законів і звичаїв війни. Його визнали невинним за одним звинуваченням у геноциді та засудили до довічного ув'язнення.

### Суд про геноцид боснійців
Зараз колишніх лідерів боснійських сербів Радована Караджича та Ратко Младича судили за двома пунктами звинувачення у геноциді та інших військових злочинах, скоєних у Сребрениці, Прієдорі, Ключі та інших муніципалітетах Боснії. Караджича та Младича окремо звинувачують:
Пункт 1: Геноцид.
Муніципалітети: Братунац, Фоча, Ключ, Котор Варош, Прієдор, Санський Мост, Власеніца та Зворнік. Спершу відхилений Судовою палатою 28 червня 2012 року, цей пункт був одноголосно відновлений 11 липня 2013 року Апеляційною палатою. Апеляційна палата дійшла висновку, серед іншого, що Судова палата допустила помилку, встановивши, що докази, надані обвинуваченням, не можуть довести певні види актів геноциду, а також відповідний умисел геноциду Караджича.
Пункт 2: Геноцид.
Муніципалітет: Сребрениця.
Пункт 3: Переслідування на політичних, расових і релігійних мотивах, злочин проти людства.
Муніципалітети: Баня-Лука, Бєліна, Босанска Крупа, Босанськи Нови, Братунац, Брчко, Фоча, Хаджичі, Іліджа, Каліновик, Ключ, Котор Варош, Нови Град, Ново Сараево, Пале, Прієдор, Рогатиця, Санський Мост, Соколац, Трново, Влас, Вогоща, Зворник і Сребрениця.
Їх також звинувачують у вбивствах, депортації, нелюдських діях, поширенні терору серед мирного населення, незаконних нападах на мирних жителів та захопленні заручників.

### Участь Сербії
Найвищий суд ООН зняв Сербію з прямої відповідальности за геноцид під час боснійської війни 1990-х років. Але Міжнародний суд дійсно постановив, що Белград порушив міжнародне право, не попередивши різанину в Сребрениці 1995 року.
28 лютого 2013 року Апеляційний суд МТБЮ скасував обвинувальний вирок начальнику штабу ЮНА (Югославської національної армії) Момчило Перішичу за злочини, скоєні в Боснії і Герцеговині та Хорватії, і наказав негайно звільнити Перішича. Його виправдувальний вирок означає, що на сьогоднішній день жоден офіційний чи армійський офіцер Сербії та Чорногорії (Югославії), а також жоден член вищого командування ЮНА чи ВЮ ніколи не були засуджені МТБЮ за воєнні злочини, скоєні в Боснії.
30 травня 2013 року МТБЮ виправдав і наказав негайно звільнити Йовіцу Станішича та Франка Сіматовича, двох близьких помічників Слободана Милошевича. Станішич був головою Служби державної безпеки Сербії, а Сіматович керував підрозділом спеціальних операцій Служби державної безпеки.

## Резолюції Палати представників і Сенату США
За місяць до 10-ї річниці різанини в Сребрениці обидві палати Конгресу Сполучених Штатів прийняли резолюції з однаковими формулюваннями, в яких стверджується, що політика агресії та етнічної чистки, яку проводили сербські сили в Боснії та Герцеговині з 1992 по 1995 рік, включаючи різанину в Сребрениці, становив геноцид.
27 червня 2005 року, під час 109-го Конгресу, Палата представників Сполучених Штатів прийняла резолюцію (H. Res. 199, авторизована конгресменом Крістофером Смітом із 39 співавторами) про відзначення 10-ї річниці геноциду Сребрениці. Рішення зі змінами було прийнято переважною більшістю 370 – «за», 1 – «проти» та 62 – відсутніх. Резолюція є двопартійним заходом, присвяченим 11 липня 1995 – 2005 років, десятій річниці різанини в Сребрениці. Версія Сенату, S.Res.134, була спонсорована сенатором Гордоном Смітом із 8 співавторами та була погоджена в Сенаті 22 червня 2005 року без поправок та за одностайної згоди. Короткий зміст резолюцій ідентичний, за винятком назви будинку, який ухвалює резолюцію, і заміни в першому пункті слова «страчений» на слово «вбитий»:
Висловлює думку Палати представників / Сенату, що: 
(1) тисячі невинних людей, страчених у Сребрениці в Боснії та Герцеговині в липні 1995 року, разом з усіма особами, які стали жертвами конфлікту та геноциду в Боснії та Герцеговині з 1992 по 1995 рік, слід пам’ятати та шанувати;
(2) сербська політика агресії та етнічної чистки відповідає термінам, що визначають геноцид;
(3) слід пам’ятати та шанувати іноземних громадян, у тому числі громадян США, які ризикували, а в деяких випадках і втратили своє життя в Боснії та Герцеговині;
(4) Організація Об’єднаних Націй (ООН) та її держави-члени повинні взяти на себе свою частку відповідальності за те, що допустили різанину і геноцид у Сребрениці, і прагнути до того, щоб цього не сталося в майбутніх кризах;
(5) національним інтересам США є те, щоб відповідальні особи відповідали за свої дії;
(6) особи, обвинувачені Міжнародним кримінальним трибуналом для колишньої Югославії (МТБЮ), мають бути затримані та передані до Гааги без подальших затримок, а країни повинні виконувати свої зобов'язання щодо співпраці з МТБЮ; і
(7) Сполучені Штати повинні підтримувати незалежність і територіальну цілісність Боснії і Герцеговини, а також мир і стабільність у південно-східній Європі.— Резюме CRS.

## Міжнародний суд:Боснія і Герцеговина протиСербії та Чорногорії
Суд відбувся в Міжнародному суді ООН (МСЮ) після позову Боснії та Герцеговини проти Сербії та Чорногорії у 1993 році про геноцид. 26 лютого 2007 року Міжнародний Суд у справі про геноцид у Боснії погодився з попереднім висновком МТБЮ про те, що різанина в Сребрениці була геноцидом:
Президент Міжнародного Суду Розалін Гіґґінс зазначила, що існує багато доказів того, що в Боснії та Герцеговині були скоєні злочини проти людства та військові злочини, такі як масові вбивства, облога міст, масові зґвалтування, катування, депортація до таборів та центрів ув’язнення, але ICJ не мав юрисдикції щодо них, оскільки справа стосувалася «виключно геноциду в обмеженому юридичному сенсі, а не в більш широкому значенні, яке іноді надається під цим терміном». Більше того, Суд встановив, що «Сербія не вчиняла геноциду», не «змовляла» чи «підбурювала до вчинення геноциду». Проте він встановив, що Сербія не змогла «вжити всіх заходів, які були в її повноваженнях, щоб запобігти геноциду в Сребрениці» та повністю виконати вимоги МТБЮ, не передав Ратко Младича під варту МТБЮ в Гаазі, і що Сербія повинна майбутня передача до Гааги всіх осіб, обвинувачених у ICTY, які проживають під юрисдикцією Сербії.

### Критика рішення Міжнародного суду
Висновок Суду про те, що Сербія не була безпосередньо причетна до геноциду в Сребрениці, зазнала різкої критики. проф. Юваль Шані, професор міжнародного публічного права Герша Лаутерпахта в Єврейському університеті в Єрусалимі, назвав висновки Суду щодо трьох питань, які перед ним стояли, суперечливими:
По-перше, що стосується юрисдикційної частини рішення, суд піддавався жорсткій критиці за невиправдано надмірне розширення поняття «res judicata» на рішення про юрисдикцію, винесені на більш ранній стадії того самого провадження; за надмірне покладання на юридичні висновки, які були прийняті на попередніх етапах без серйозного розгляду; і за вузьке тлумачення його повноважень щодо перегляду. Справді, сім із п’ятнадцяти суддів на лаві суддів висловили різний ступінь занепокоєння цим конкретним результатом.

По-друге, що стосується фактичних висновків про вчинення геноциду, деякі письменники критикували суд за відмову дивитися на «ширшу картину» подій у Боснії – картину, яка, здається, свідчить про те, що різні жорстокі злочини, вчинені Боснійські серби були частиною одного «генерального плану» створення етнічно однорідної сербської держави. Інші поставили під сумнів готовність суду покладатися на відсутність індивідуальних обвинувачень у геноциді з боку МТБЮ (за винятком різанини в Сребрениці), не враховуючи належним чином різниці між стандартами відповідальності за кримінальним законодавством та відповідальністю держави або повністю не оцінюючи обмеженість доказова сила зменшених обвинувачень у результаті угод про визнання винуватості.

По-третє, стосовно питання про відповідальність Сербії, юридичний аналіз стандартів приписування, проведений судом, небажання визнати Сербію співучасником геноциду та рішення утриматися від розпорядження про відшкодування збитків, — усі вони критикувалися як надмірно консервативні. У той же час розширене читання судом статті 1 Конвенції про геноцид як потенційно покладає на всі держави обов’язок запобігати геноциду, навіть якщо він вчинений за межами їх території, було відзначено своєю надзвичайною сміливістю. Проте деякі автори критикують суд за те, що він не роз’яснив, чи може стаття 1 забезпечити незалежну основу для здійснення універсальної юрисдикції проти окремих виконавців геноциду. Таким чином, можна стверджувати, що суд широко тлумачив обов’язок запобігати геноциду і вузько тлумачив обов’язок покарати його винних.
Антоніо Кассезе, перший президент Міжнародного кримінального трибуналу для колишньої Югославії, розкритикував рішення Міжнародного суду на тій підставі, що «Міжнародний суд встановив нереально високий стандарт доказування для визнання Сербії причетною до геноциду». Він додав:
Міжнародний суд, який займається врегулюванням суперечок між державами, зіткнувся із заявою Боснії про те, що Сербія несе відповідальність за різанину у Сребрениці. Хоча Суд ухвалив, що геноцид мав місце, він вирішив, що Сербія не несе відповідальності з міжнародного права.

На думку Суду, боснійські сербські генерали, винні в цьому геноциді, різні Младічі та Крстічі, не діяли як агенти Сербії і не отримували конкретних вказівок з Белграда... було тісно пов'язане з політичним та військовим керівництвом Сербії? Що ще важливіше, рішення Міжнародного суду про те, що Сербія несе відповідальність за те, що вона не запобігла геноциду, в якому вона не брала участі, не має великого сенсу. На думку Суду, Сербія усвідомлювала дуже високий ризик актів геноциду і нічого не робила. Але Суд стверджував, що Сербія не була замішана, тому що «не було доведено», що намір вчинити акти геноциду в Сребрениці «було доведено до Белграда».

Це у кращому разі загадкову заяву. Різанина була ретельно підготовлена і відбувалася протягом шести днів (з 13 по 19 липня). Чи можливо, що сербська влада залишалася в невіданні, поки скоєно вбивства, про які повідомлялося в пресі по всьому світу?
Віце-президент Міжнародного суду, суддя Аль-Хасауне, розкритикував це рішення як таке, що не відображає докази щодо прямої відповідальности Сербії за геноцид у Сребрениці:
Тест «ефективного контролю» щодо приписування, встановлений у справі Нікарагуа, не підходить до питань відповідальності держави за міжнародні злочини, вчинені зі спільною метою. Тест «загального контролю» для приписування, встановлений у справі Тадича, є більш прийнятним, коли вчинення міжнародних злочинів є спільною метою контролюючої держави та недержавних суб’єктів. Відмова Суду зробити висновок про намір геноциду з послідовної моделі поведінки в Боснії та Герцеговині суперечить усталеній юриспруденції МТБЮ. Обізнаність СРЮ про геноцид, який має відбутися в Сребрениці, чітко встановлений. Суд мав розглядати «Скорпіонів» як де-юре орган СРЮ. Заява Ради міністрів Сербії у відповідь на різанину мусульманських чоловіків «Скорпіонами» означає визнання відповідальності. Суд не зміг оцінити дефініційну складність злочину геноциду і відповідно оцінити факти, які перед ним були.

### Відсутні записи Міжнародного кримінального трибуналу
Міжнародний кримінальний трибунал так і не отримав повний архів протоколів Вищої ради оборони з Сербії. Згідно з поясненнями сера Джефрі Найса, колишнього прокурора в процесі Слободана Милошевича:
По-перше, важливо зазначити, що Сербія не передала прокуратурі (ОТП) повну колекцію документів SDC [Верховної ради оборони]. Наприклад, у 1995 році OTP отримало записи лише приблизно половини всіх сесій, проведених SDC. Крім того, деякі записи SDC не були передані в повній стенографічній формі, а були виготовлені як розширені протоколи. Це означає, що вони були коротшими за стеноноти, але довшими за звичайні хвилини. Наскільки я пам’ятаю, дати відсутніх зустрічей або зустрічей, на яких була подана ця менша форма запису, були значущими – а саме дати перед, навколо та після різанини в Сребрениці. Повні записи цих зустрічей ще потрібно надати. Водночас ці документи, як би вони не були значущими, не є єдиним доказом, який би раз і назавжди пояснив, що сталося і хто винен. Вони надають набагато повніший контекст і надають деякі дуже цінні свідчення речей, сказаних Мілошевичем та іншими. У своїй невідредагованій формі вони вказують усім, хто цікавиться (не лише урядам та юристам), на інші документи, які ніколи не були надані і які цілком можуть бути більш відвертими, ніж слова тих на засіданнях Ради СД, які знали, що вони були надані. записано стенографістом. По-друге, слід також пам’ятати, що існують інші захищені колекції документів та окремі документи, які захищалися і залишаються захищені прямими угодами між Белградом та колишнім прокурором ОВС, тобто вони не були захищені Судовою палатою. Ці документи зараз важко ідентифікувати, але якщо і коли Боснія-Герцеговина вирішить відновити справу Міжнародного суду, буде важливо вимагати від Сербії та/або МТБЮ надати всі ці документи для Міжнародного суду.

## Європейський суд з прав людини

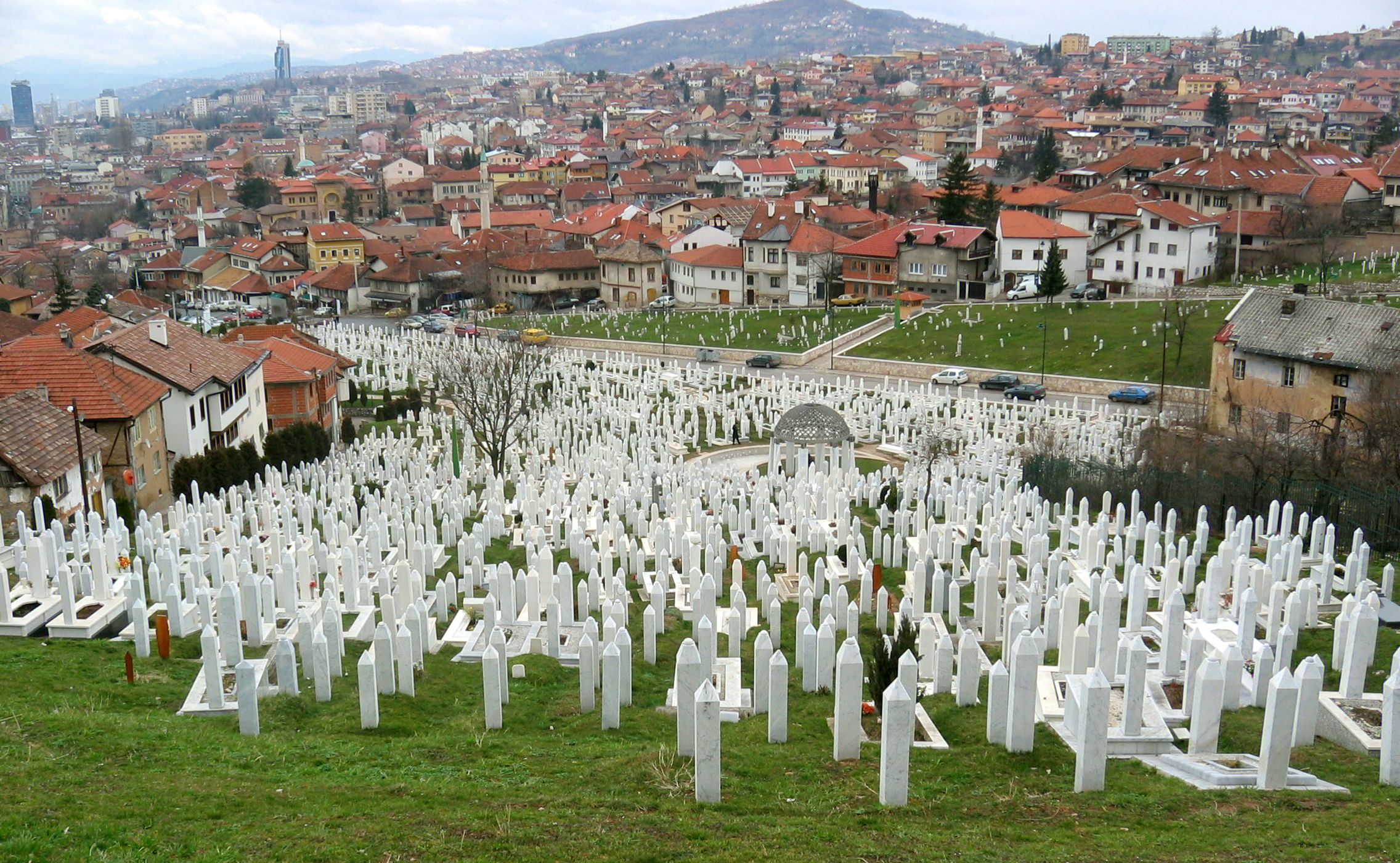
Меморіальний кладовище мучеників Ковачі для жертв війни в Старому Граді.

Вищий регіональний суд Дюссельдорфа, Німеччина, у вересні 1997 року виніс обвинувальний вирок у геноциді Ніколи Йоргіча, боснійського серба, який був лідером воєнізованого угруповання, розташованого в регіоні Добой. Його засудили до чотирьох термінів довічного ув'язнення за участь в акціях геноциду, які мали місце в інших регіонах Боснії та Герцеговини, крім Сребрениці.
У рішенні, виданому 12 липня 2007 року, Європейський суд з прав людини (ЄСПЛ) у справі Йоргич проти Німеччини (Заява № 74613/01), переглянула рішення німецького суду проти Йоргіча. Відхиляючи апеляцію Йоргіча, ЄСПЛ підтвердив, що рішення німецького суду відповідало тлумаченню Конвенції про геноцид, яке можна було передбачити на момент скоєння Йоргічем злочину в 1992 році. Однак ЄСПЛ підкреслив, що рішення німецького суду, засноване на національному законодавстві Німеччини, тлумачило злочин геноциду ширше, ніж і таким чином, що було відхилено міжнародними судами. Згідно з більш широким визначенням, яке підтримала німецька судова система, етнічна чистка, проведена Йоргічем, була геноцидом, оскільки це був намір знищити групу як соціальну одиницю, і хоча більшість вчених дотримувалися думки, що німецьке законодавство про геноцид має тлумачити геноцид. як фізико-біологічне знищення захищеної групи, «значна кількість вчених дотримувалися думки, що поняття знищення групи як такого, у своєму буквальному значенні, є ширшим за фізико-біологічне знищення, а також охоплює знищення групи як соціальної одиниці».
У справі прокурора v. Крстича (2 серпня 2001 р.), МТБЮ постановив, що «звичайне міжнародне право обмежує визначення геноциду тими актами, які спрямовані на фізичне або біологічне знищення всієї або частини групи. Отже, підприємство, яке атакує лише культурні чи соціологічні характеристики людської групи, щоб знищити ці елементи, які надають цій групі її власну ідентичність, відмінну від решти спільноти, не підпадає під визначення геноциду». 19 квітня 2004 року це рішення було підтримано в апеляції: «Конвенція про геноцид і звичаєве міжнародне право загалом забороняють лише фізичне або біологічне знищення людської групи. Судова палата прямо визнала це обмеження та ухилялася від будь-якого ширшого визначення. Хоча, як і нижчий суд, апеляційний суд також постановив, що етнічна чистка з іншими доказами може призвести до висновку про намір геноциду. 14 січня 2000 року МТБЮ виніс рішення у справі Prosecutor v. Купрешкич та інші стверджують, що кампанія етнічної чистки в долині Лашва з метою вигнання боснійського мусульманського населення з регіону була переслідуванням, а не геноцидом як таким. ЄСПЛ звернув увагу на думку Міжнародного суду у справі про геноцид у Босній, що етнічні чистки самі по собі не є геноцидом.
Посилаючись на юристів, ЄСПЛ також зазначив: «Серед науковців більшість дотримуються думки, що етнічні чистки, як це було здійснено сербськими військами в Боснії та Герцеговині, щоб вигнати мусульман і хорватів з їхні будинки, не є геноцидом. Однак є також значна кількість вчених, які припускають, що ці дії дійсно були геноцидом».
ЄСПЛ, розглянувши справу і пізніші міжнародні постанови з цього питання, ухвалив, що «Суд вважає, що тлумачення [німецькими] судами «наміру знищити групу» як таке, що не тягне за собою фізичного знищення групи, яке також було прийнято низкою вчених ..., тому підпадає під формулювання, прочитане в її контексті, злочини геноциду в [німецькому] Кримінальному кодексі і не здається необґрунтованим», тому «Зважаючи на вищевикладене [ЄСПЛ] приходить до висновку, що, хоча багато органів влади схилялися до вузького тлумачення злочину геноциду, у розглядуване На часі вже існувало кілька органів, які тлумачили злочин геноциду так само широко, як і німецькі суди. У цих обставинах [ЄСПЛ] вважає, що [Йоргіч], у разі потреби, за допомогою адвоката, міг розумно передбачити, що йому загрожує звинувачення та засудження за геноцид за дії, вчинені ним у 1992 році”, і для цього З цієї причини суд відхилив твердження Йоргіча про те, що Німеччина порушила статтю 7 (немає покарання без закону) Європейської конвенції з прав людини.

## Європейський парламент
15 січня 2009 року Європейський парламент ухвалив резолюцію, в якій закликав органи виконавчої влади Європейського Союзу відзначати 11 липня як день пам'яті та скорботи про геноцид у Сребрениці 1995 року, прямо визнаний таким із посиланням на рішення Міжнародного суду. У резолюції також повторено низку висновків, включаючи кількість жертв, оскільки «понад 8 000 мусульманських чоловіків і хлопчиків» було страчено та «майже 25 000 жінок, дітей та літніх людей були примусово депортовані, що робить цю подію найбільшим військовим злочином у Європі» після закінчення Другої світової війни». Рішення було прийнято переважною більшістю голосів 556 голосами проти 9.

## Особи, переслідувані за геноцид під час Боснійської війни
Близько 30 осіб були звинувачені в участі в геноциді або співучасті в геноциді на початку 1990-х років у Боснії. На сьогоднішній день, після кількох угод про визнання винуватості та деяких вироків, які були успішно оскаржені в апеляційному порядку, двох чоловіків, Вуядіна Поповича та Любішу Беара, визнали винними в геноциді, а двох інших, Радислава Крстича та Драго Нікоча, визнали винними у пособництві та сприяння геноциду міжнародним судом за їх участь у різанині в Сребрениці.
Німецькі суди визнали чотирьох винними в участі в геноциді в Боснії, один з яких, Нікола Йоргич, програв апеляцію на вирок у Європейському суді з прав людини.
29 липня 2008 року Державний суд Боснії та Герцеговини визнав Міленка Тріфуновича, Брано Джинича, Олександра Радовановича, Мілоша Ступара, Браніслава Медана і Петара Митровича винними в геноциді за їхню участь у різанині в Сребрениці і 16 жовтня 2009 року Державний суд Боснії та Герцеговини визнав Милорада Трбіча, колишнього співробітника сил безпеки боснійських сербів, винним у геноциді за його участь у геноциді в різанині в Сребрениці.
Слободан Мілошевич, колишній президент Сербії та Югославії, був найвищою політичною фігурою, яка постала перед судом у ICTY. Його звинувачували в скоєнні геноциду як поодинці, так і спільно з іншими названими учасниками спільного злочинного підприємства. Обвинувальний акт звинувачував його в плануванні, підготовці та здійсненні знищення, повністю або частково, національних, етнічних, расових або релігійних груп боснійських мусульман як таких на територіях у Боснії та Герцеговини, включаючи Бієліну, Босанський Нови, Брчко, Ключ., Котор-Варош, Прієдор, Санський Мост і Сребрениця. Він помер під час суду 11 березня 2006 року, і вирок не був ухвалений
МТБЮ видав ордер на арешт Радована Караджича і Ратко Младича за кількома звинуваченнями, включаючи геноцид. Караджич був заарештований у Белграді 21 липня 2008 року, а через дев'ять днів, 30 липня, був переданий під варту МТБЮ у Гаазі. Ратко Младич був також заарештований у Сербії 26 травня 2011 року після десяти років переховування.
24 березня 2016 року Караджича засудили до 40 років позбавлення волі. Нарешті, 22 листопада 2017 року Младича засудили до довічного ув’язнення. Обидва були засуджені за воєнні злочини, злочини проти людства та геноцид. І Караджич, і Младич оскаржили свої вироки. У 2019 році судді апеляційної інстанції збільшили термін покарання Караджичу до довічного ув'язнення.

## Кількість загиблих

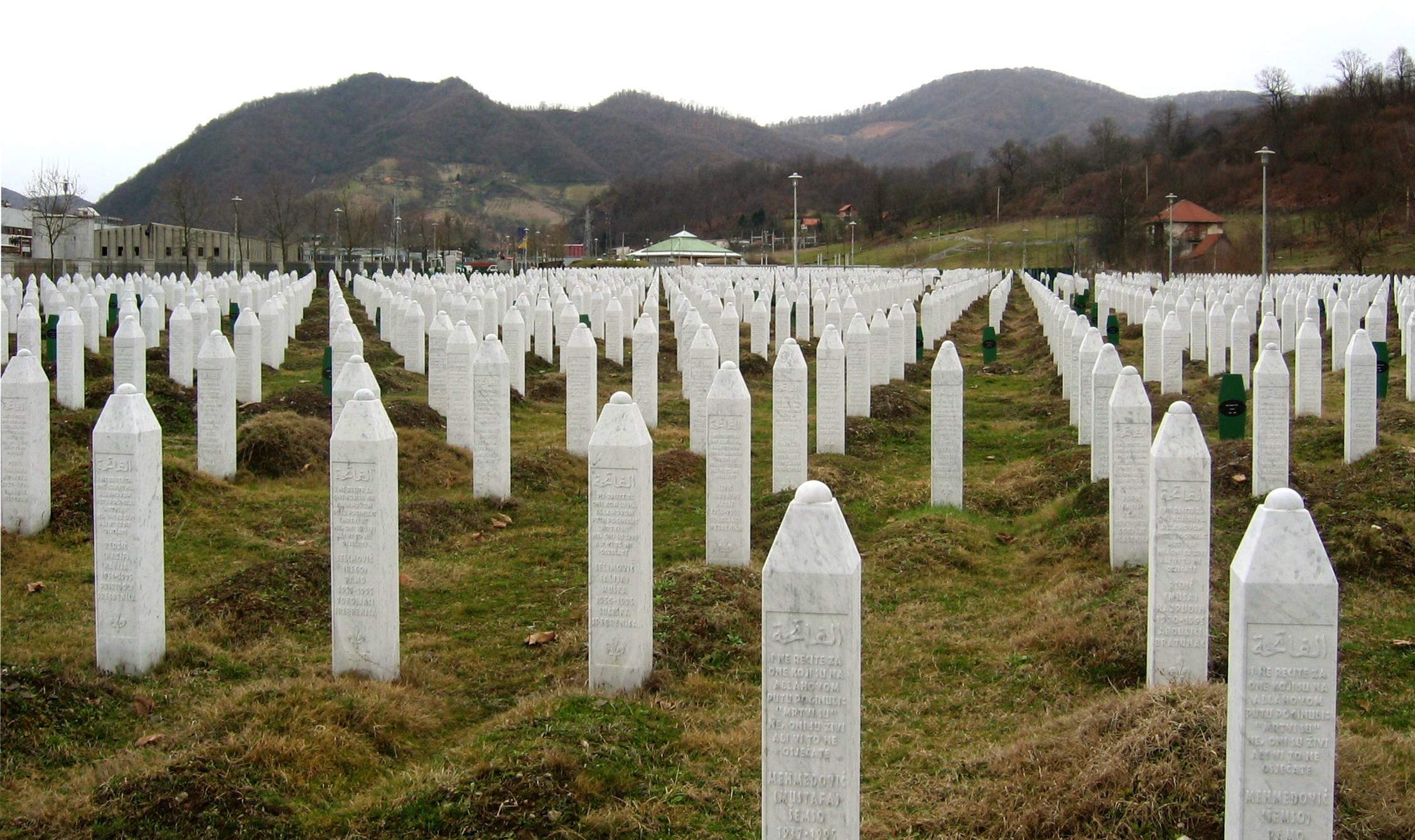
Меморіал геноциду Сребрениця в Поточарах

Якщо використовувати вузьке визначення геноциду, схвалене міжнародними судами, то під час різанини в Сребрениці було вбито 8 000 боснійських мусульман, чоловіків та хлопчиків, а решту населення (від 25 000 до 30 000 боснійських жінок, дітей та людей похилого віку) були змушені залишити територію. Якщо використовується ширше визначення, число набагато більше. За даними Демографічного відділу МТКЮ, приблизно 69,8% або 25 609 цивільних осіб, убитих на війні, були боснійцями (з них 42 501 військовослужбовець загинув), при цьому боснійські серби втратили 7 480 цивільних осіб (15 299 військовослужбовців). 1675 цивільних осіб. (7 183 загиблих військовослужбовців), загалом 104 732 жертви, розподілені між боснійськими хорватами (8,5%), боснійськими сербами (21,7%), боснійцями (65%) та іншими (4,8%).
У січні 2013 року Сараєвський науково-документаційний центр (RDC) опублікував свої остаточні результати «найповнішого» дослідження жертв війни в Боснії і Герцеговині: Боснійська книга мертвих – база даних, яка показує «мінімум» 97 207 імена громадян Боснії та Герцеговини, загиблих і зниклих безвісти під час війни 1992–1995 років. Керівник демографічного підрозділу МТБЮ Ева Табеу назвала це "найбільшою існуючою базою даних про жертв боснійської війни". Понад 240 000 даних було зібрано, оброблено, перевірено, порівняно та оцінено міжнародною групою експертів, щоб звести імена жертв. За даними RDC, 82% або 33 071 мирних жителів, загиблих у війні, були боснійцями, з мінімумом 97 207 втрат, військових і цивільних, для всіх сторін: боснійців (66,2%), сербів (25,4%) і хорватів (7,8). %), а також інші (0,5%).
За оцінками Джорджа Шамуелі «Бомби заради миру», кількість мусульман, які тікали із Сребрениці до Тузли у змішаній військово-цивільній колоні після того, як місто було залишено за наказом боснійських командирів, становила приблизно 12 000-15 000, а з них лише 1 000. або менше загинули, пробиваючись через сербські лінії.
На додаток до тих, хто, як відомо, були вбиті, близько 10 500 людей все ще вважаються зниклими безвісти з невідомою долею через Боснійську війну; більшість із них боснійці.
У заяві від 23 вересня 2008 року до Організації Об’єднаних Націй д-р Харіс Силайджич, як голова делегації Боснії та Герцеговини на 63-й сесії Генеральної Асамблеї ООН, сказав, що «за даними МКЧХ, 200 000 людей було вбито, 12 000 з них діти, до 50 тис. жінок були зґвалтовані, а 2.2 мільйони були змушені покинути свої домівки. Це був справжній геноцид і соціоцид». Однак такі оцінки були розкритиковані як дуже неточні, і такі аналітики, як Джордж Кенні, звинуватили боснійський уряд і міжнародне співтовариство в сенсації та навмисному завищенні кількости загиблих, щоб залучити міжнародну підтримку для мусульман.

## Суперечність і заперечення
Хоча більшість міжнародної думки погоджується з висновками міжнародних судів, залишаються певні розбіжності щодо масштабів геноциду та ступеня участі Сербії.
Боснійська мусульманська громада стверджує, що різанина в Сребрениці була лише одним із випадків більш широкого геноциду, скоєного Сербією.
Міжнародний суд відійшов від фактичних і юридичних висновків Апеляційної палати МТБЮ у справі Душка Тадича. У рішенні, винесеному в липні 1999 року, Апеляційна палата встановила, що Армія Республіки Сербської перебуває «під загальним контролем» Белграда та югославської армії, що означало, що вони фінансували, споряджали та допомагали в координації та плануванні військових операцій.. Якби Міжнародний суд прийняв цей висновок Трибуналу, Сербія була б визнана винною у причетності до геноциду в Сребрениці. Натомість вона дійшла висновку, що Апеляційна палата у справі Тадича «не намагалася визначити відповідальність держави, а індивідуальну кримінальну відповідальність». Як би парадоксально це не було, але результати цього судового позову, поданого ще в березні 1993 року, надійшли для Боснії та Герцеговини занадто рано. Арешт Радована Караджича відбувся через рік після того, як Міжнародний суд виніс своє рішення, а Ратко Младич, також обвинувачений у геноциді, був заарештований у травні 2011 року. Слободан Мілошевич помер під час суду, а три судові процеси над колишніми сербськими чиновниками щойно почалися.

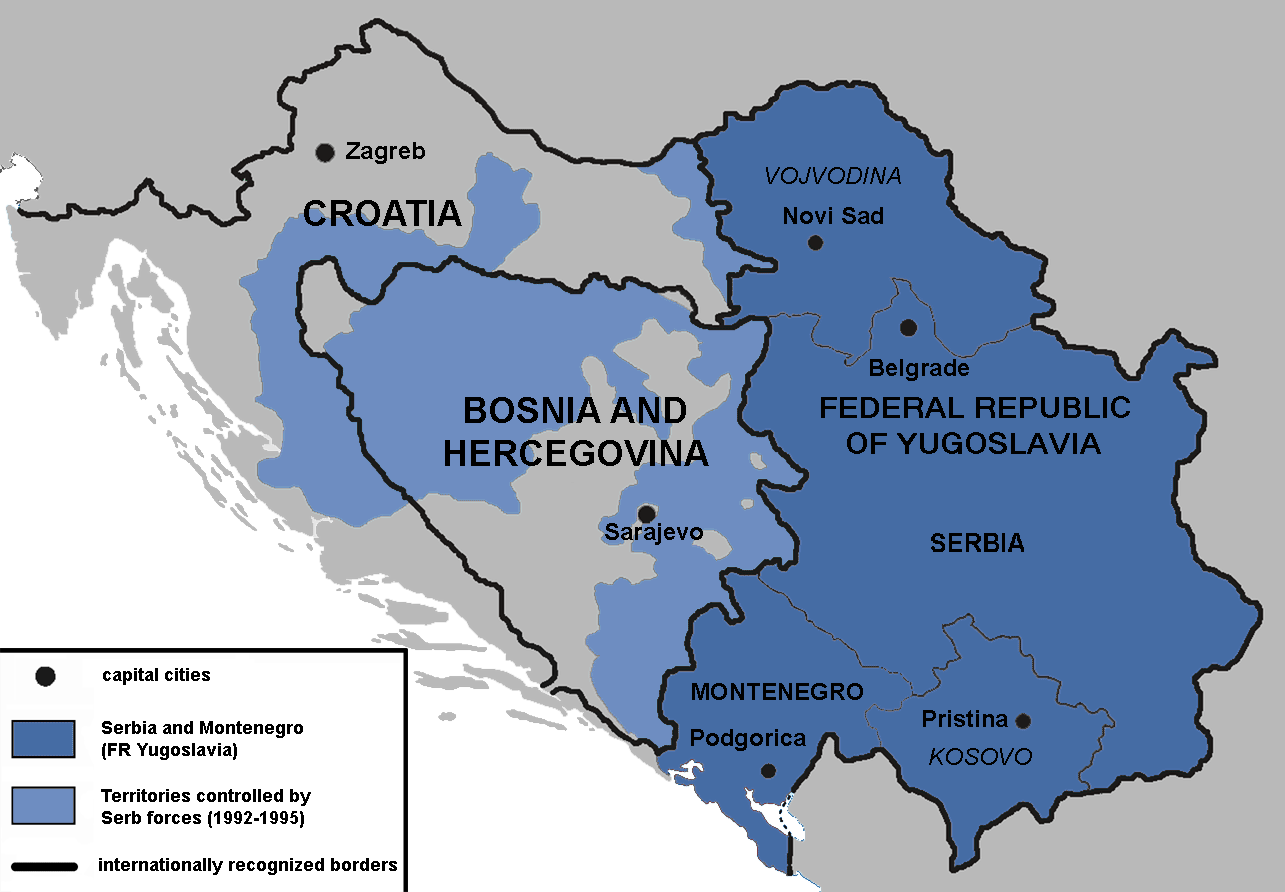
Території Республіки Боснія і Герцеговина та Республіки Хорватія, контрольовані сербськими військами 1992—1995. Трибунал щодо військових злочинів звинуватив Мілошевича та інших сербських лідерів у «спробі створити Велику Сербію, сербську державу, яка охоплює населені сербами райони Хорватії та Боснії, і досягнута шляхом насильницького виселення несербів із великих географічних територій шляхом вчинення злочинів».

Хоча прокурори МТБЮ мали доступ до них під час судових процесів, деякі протоколи воєнних зустрічей політичних і військових лідерів Югославії не були оприлюднені, оскільки МТБЮ прийняв аргумент Сербії про те, що це завдасть шкоди національній безпеці Сербії. Хоча Міжнародний Суд міг би запросити документи безпосередньо з Сербії, він цього не зробив, а покладався на ті, які були оприлюднені під час судових процесів у МТБЮ. Двоє суддів Міжнародного суду розкритикували це рішення, висловлюючи суворі інакомислення. Марліз Сімонс, повідомляє про це в The New York Times, стверджує, що "Коли документи були передані [до МТБЮ], за словами адвокатів, команда з Белграда чітко дала зрозуміти в листах до трибуналу та на зустрічах з прокурорами та суддями, що вона хотіла видалити документи, щоб вони не зашкодили справі Сербії в Міжнародному суді. Серби не приховували цього, навіть доводячи свою позицію про «національну безпеку», — сказав один із адвокатів, додавши: «Високі люди тут [в МТКЮ] знали про це». Саймонс продовжує, що Розалін Хіггінс, президент Міжнародного суду юстиції, відмовилася коментувати, коли її запитали, чому повні записи не були викликані, сказавши, що «Рішення говорить саме за себе». Дайан Орентліхер, професор права Американського університету у Вашингтоні, прокоментувала: «Чому суд не запитав повні документи? Той факт, що вони були затемнені, явно означає, що ці уривки мали б зміну», і Вільям Шабас, професор міжнародного права в Університеті Ірландії в Голвеї, припустив, що як цивільний, а не кримінальний суд, Міжнародний суд юстиції був більше звик покладатися на надані йому матеріали, ніж агресивно переслідувати докази, які можуть призвести до дипломатичного інциденту.
Письменники, зокрема Едвард С. Герман, вважають, що різанина в Сребрениці не була геноцидом. Вони посилаються на те, що жінки та діти були значною мірою врятовані, а мішенню були лише чоловіки призовного віку. Ця точка зору не підтверджується висновками ICJ або ICTY.
За словами Соні Бісерко, президента Гельсінського комітету з прав людини в Сербії, і Едіни Бечіревич, факультету кримінології та безпеки Університету Сараєво:
У Сербії заперечення геноциду в Сребрениці набуває різних форм. Методи варіюються від жорстоких до брехливих. Найсильніше заперечення присутнє в політичному дискурсі, у ЗМІ, у сфері права та в системі освіти.

### Інші джерела
- Макс Берггольц. Насильство як генеративна сила: ідентичність, націоналізм і пам'ять у балканській спільноті. Ithac, Cornell University Press, 2016. 464 стор. 35,00 дол. США (тканина),ISBN 978-1-5017-0492-5.
- Геноцид в Боснії і Герцеговині: слухання в Комісії з безпеки і співробітництва в Європі, Сполучені Штати, 1995.ISBN 9780160474446.
- Пол Р. Бартроп, Боснійський геноцид: основний довідковий посібник, Greenwood Press, 2016.ISBN 9781440838682.
- Валасек Хелен, Боснія і знищення культурної спадщини, Рутледж, 2015.ISBN 1409437043.
- Доня Роберт. J, Радован Караджич: Архітектор боснійського геноциду, Cambridge University Press, 2014,ISBN 1107073359.
- Рой Гутман, Свідок геноциду, Прентіс Хол і IBD, 1993,ISBN 0-02-546750-6.
- Сигара, Норман, Геноцид в Боснії: політика «етнічної чистки», 1995, Texas A & M University Press, 1995.ISBN 0890966389.
- Аллен, Беверлі, Зґвалтування війни: прихований геноцид у Боснії-Герцеговині та Хорватії. Міннеаполіс: University of Minnesota Press, 1996.ISBN 0816628181.
- Чінг Джекі, Геноцид і Боснійська війна, Rosen Publishing Group, 2008.ISBN 9781404218260.
- Едіна Бечіревич, Геноцид на річці Дрина, Нью-Хейвен і Лондон: видавництво Єльського університету, 2014,ISBN 978-0-300-19258-2.
- Майкл Ентоні Селлз, Зраджений міст: релігія та геноцид у Боснії, Берклі: Каліфорнійський університет, 1998,ISBN 978-0520206908.
- Аттіла Хоаре Марко, Боснія і Герцеговина: геноцид, справедливість і заперечення, Центр перспективних досліджень, 2015,ISBN 978-9958022128. *
- Томас Кушман і Степан Местровіч, Цього разу ми знали: Західна відповідь на геноцид у Боснії, New York University Press, 1996,ISBN 978-0814715352.

## Подальше читання
- Ед Вулліамі, Війна мертва, Хай живе війна: Боснія: Розплата, Бодлі Хед (Лондон, 19 квітня 2012 р.)ISBN 978-1-84792-194-9. Зосереджено на таборах.